# فرایادگیری (علم اعصاب)
فرایادگیری یا دگریادگیری (به انگلیسی: Metalearning) یک اصطلاح علوم اعصاب است که توسط کنجی دویا معرفی شده‌است، به عنوان نظریه‌ای که نشان می‌دهد چگونه انتقال دهنده‌های عصبی سازوکارهای یادگیری توزیع‌شده را در غده‌های قاعده‌ای تسهیل می‌کنند. این نظریه در درجه اول شامل نقش انتقال دهنده‌های عصبی در تنظیم دینامیکی نحوه تعامل الگوریتم‌های یادگیری محاسباتی برای تولید انواع رفتار یادگیری قوی است که در حال حاضر منحصر به اشکال زندگی بیولوژیکی است. با اینکه اصطلاح فرایادگیری قبلاً در زمینه‌های روان‌شناسی اجتماعی و علوم رایانه به کار رفته‌است، اما در اینجا مفهومی کاملاً جدید را مطرح می‌کند که برای پر کردن شکاف‌ها بین شبکه‌های عصبی، علوم کامپیوتر و یادگیری ماشین نیاز بکار می‌رود.
گفته می‌شود که نظریه فرایادگیری بر پایه کارهای قبلی دویا در الگوریتم‌های یادگیری یادگیری تحت نظارت، یادگیری تقویتی و یادگیری بدون نظارت به ترتیب در مخچه، گانگلیون پایه و قشر مطرح شده‌است و از جمله تلاش‌هایی است که برای یکسان کردن فرایند انتخاب پویا برای این سه الگوریتم یادگیری به یک سازوکار تنظیمی قابل تقلیل به انتقال‌دهنده‌های عصبی منفرد انجام شده‌است.

## فرایادگیری
ایده اصلی فرایادگیری این است که یادگیری سراسری را می‌توان به عنوان تابعی از انتخاب کارآمد چهار پی‌ترازه (به انگلیسی: Neuromodulators) که در ادامه معرفی می‌شوند مدل‌سازی کرد. در حالی که هیچ مدل سازوکاررانه برای جایی که فرایادگیری درنهایت در سلسله مراتب نمایندگی وجود دارد ارائه نشده‌است، این مدل تاکنون پویایی لازم برای استنتاج وجود چنین عاملی را در یادگیری بیولوژیکی به عنوان یک کل نشان داده‌است. در حالی که مدل‌های محاسباتی و سیستم‌های اطلاعاتی هنوز با پیچیدگی یادگیری انسان فاصله دارند. فرایادگیری مسیر امیدوارکننده‌ای را برای تکامل آینده چنین سیستم‌هایی فراهم می‌کند زیرا آنها به‌طور فزاینده‌ای به پیچیدگی دنیای بیولوژیکی نزدیک می‌شوند.

## نقش پی‌ترازه‌ها

### دوپامین
دوپامین که به عنوان یک سیگنال «یادگیری سراسری» عمل کند و برای پیش‌بینی پاداش‌ها و تقویت عمل حیاتی است. به این ترتیب، دوپامین در یک الگوریتم یادگیری نقش دارد که در آن بازیگر، محیط و منتقد به یک تعامل پویا محدود می‌شوند که درنهایت به دنبال به حداکثر رساندن مجموع پاداش‌های آینده با تولید یک سیاست انتخاب کنش بهینه است. در این زمینه، منتقد و بازیگر به عنوان لبه‌های شبکه مستقلی شناخته می‌شوند که یک عامل پیچیده را نیز تشکیل می‌دهند. این عامل به‌طور جمعی بر وضعیت اطلاعات محیط تأثیر می‌گذارد، که برای محاسبات آینده به عامل بازخورد داده می‌شود. از طریق یک مسیر جداگانه، محیط نیز به شکل پاداش به دست آمده از طریق عمل داده شده به منتقد بازخورد داده می‌شود، به این معنی که می‌توان به تعادلی بین پاداش پیش‌بینی شده سیاست معین برای یک وضعیت معین و چشم‌انداز در حال تکامل پاداش‌های آینده دست یافت.

### سروتونین
سروتونین برای کنترل تعادل بین پیش‌بینی پاداش کوتاه‌مدت و بلندمدت، اساساً با «تخفیف» متغیر مبالغ پاداش آینده مورد انتظار که ممکن است برای دستیابی به هزینه‌های بیش از حد نیاز داشته باشد، پیشنهاد می‌شود. به این ترتیب، سروتونین ممکن است انتظار پاداش را در سطح شبه عاطفی تسهیل کند، و بنابراین، بسته به تقاضای کار، و طول مدت تداوم مورد نیاز، اصرار در رفتار پاداش جویانه را تشویق یا منع می‌کند. از آنجایی که پیش‌بینی پاداش جهانی از نظر تئوری ناشی از محاسبات مدوله‌شده سروتونین است که با محاسباتی که به‌طور مشابه توسط دوپامین مدوله شده‌اند، به حالت ثابتی می‌رسند. سیگنال دهی بالای سروتونرژیک ممکن است محاسبات دوپامین را نادیده بگیرد و الگوی متفاوتی از پاداش ایجاد کند که از نظر ریاضی به تنهایی از طریق محاسبات مدوله شده با دوپامین قابل دوام نیست.

### نوراپی‌نفرین
نوراپی‌نفرین برای تسهیل «کاوش گسترده» با انتخاب عمل تصادفی پیشنهاد شده‌است. انتخاب بین تمرکز بر استراتژی‌های شناخته شده و مؤثر یا انتخاب راهبردهای آزمایشی جدید درنظریه احتمال به عنوان مسئله اکتشاف- بهره‌برداری شناخته می‌شود. بنابراین، تأثیر متقابل بین فوریت‌های موقعیتی، و اثربخشی استراتژی‌های شناخته شده، بر معضل بین انتخاب قابل اعتماد برای بزرگ‌ترین پاداش پیش‌بینی شده و انتخاب اکتشافی خارج از پارامترهای شناخته شده تأثیر می‌گذارد. از آنجایی که آبشارهای شلیک عصبی (مانند آنهایی که برای چرخاندن کامل چوب گلف لازم است) بنا به تعریف ناپایدار و مستعد تغییر هستند؛ بنابراین نوراپی نفرین قابل اعتمادترین الگوی اجرایی شناخته شده را در سطوح بالاتر انتخاب می‌کند و امکان انتخاب تصادفی و غیرقابل اعتماد بیشتری را در سطوح پایین با هدف کشف استراتژی‌های بالقوه کارآمدتر در فرایند فراهم می‌کند.

### استیل‌کولین
استیل کولین برای تسهیل تعادل بین ذخیره‌سازی حافظه و تجدید حافظه، برای یافتن تعادل بهینه بین ثبات و اثربخشی الگوریتم‌های یادگیری برای کار محیطی خاص، پیشنهاد شده‌است؛ بنابراین استیل کولین انعطاف‌پذیری را در هیپوکامپ، قشر مغز و مخطط تعدیل می‌کند تا شرایط یادگیری ایده‌آل در مغز را تسهیل کند؛ بنابراین سطوح بالای استیل کولین امکان یادگیری بسیار سریع و بازسازی اتصالات سیناپسی را فراهم می‌کند و درنتیجه یادگیری موجود ممکن است لغو شود. به همین ترتیب، یادگیری حالت‌هایی که در یک وضوح زمانی طولانی اتفاق می‌افتد ممکن است قبل از رسیدن به یک سطح عملکردی نادیده گرفته شود، و بنابراین یادگیری ممکن است خیلی سریع اتفاق بیفتد که واقعاً به‌طور مؤثر انجام شود. در سطوح پایین‌تر نوراپی‌نفرین، تغییرات پلاستیکی بسیار آهسته‌تر اتفاق می‌افتد، به‌طور بالقوه در برابر شرایط یادگیری غیرمفید محافظت می‌کند یا اجازه می‌دهد تغییرات اطلاعاتی تفکیک زمانی بسیار وسیع‌تری را در بر بگیرد.

## مسیرهای یادگیری در مغز
محققان گروه روان‌شناسی تجربی، مرکز ولکام و گروه علوم اعصاب بالینی Nuffield، از اسکنر MRI، در حالی که داوطلبان وظیفه‌هایی را همراه با یک پاداش انجام می‌دادند، برای مشاهده تغییرات در بخش‌هایی از مغز در ارتباط با یادگیری و تجربیات آموخته شده استفاده کردند. آنها دریافتند که تغییراتی که در مسیرهای عصبی شرکت کنندگان در ارتباط با یادگیری مشاهده می‌شود، بسته به نحوه یادگیری مهارت جدید هر فرد متفاوت است. میریام کلین فلگ، از گروه روان‌شناسی تجربی، اذعان داشت: «ما می‌دانیم که انسانها می‌توانند به روش‌های مختلف یاد بگیرند. بعضی اوقات ما فقط با مشاهده روابط در جهان، مانند یادگیری چیدمان یک شهر جدید یا روابط بین مردم، یادمی‌گیریم.» اما راه دیگر برای یادگیری تعیین اهداف خاص است، مانند کودکانی که یادمی‌گیرند اسباب بازی‌ها را از طریق آزمایش و خطا بشناسند و نحوه بازی با آن‌ها را فرا بگیرند. آنها دریافتند تغییراتی که در مسیرهای عصبی شرکت کنندگان در ارتباط با یادگیری مشاهده می‌شود، بسته به نحوه یادگیری مهارت جدید هر فرد متفاوت است. این تحقیق نشان می‌دهد که ما چندین سازوکار و پتانسیل در مغز داریم که به ما کمک می‌کنند دانش یا تجربه‌های آموخته شده را ذخیره کنیم، به این معنی که آسیب به یک قسمت از مغز هنوز سازوکارهای جایگزین برای یادگیری باقی می‌گذارد.

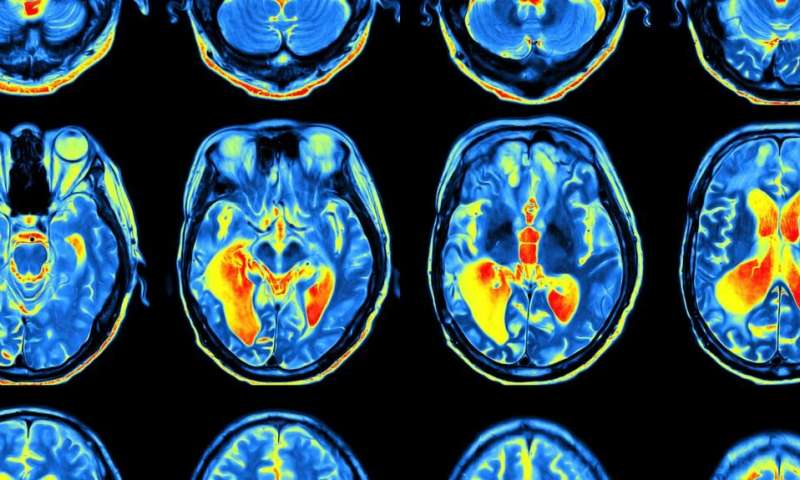
مسیرهای فعال مغز انسان

ما همچنین آموخته‌ایم که یادگیری برخی از این دانش‌ها بسیار پایدار است، و مغز آن را فراموش نمی‌کند، در حالی که دانش به دست آمده از طریق سازوکارهای یادگیری جایگزین، می‌تواند به راحتی به دانش جدید تغییر یابد. علاوه بر این نشان می‌دهد که مغز می‌تواند به روش‌های مختلف یاد بگیرد و این سازوکارهای متعدد برای یادگیری، به تلاش هماهنگ شبکه‌های مختلف مغزی متکی هستند. به خوبی شناخته شده‌است که بهتر است مغز ما در طول زندگی به یادگیری چیزهای جدید ادامه دهد، به همین دلیل درک روشهای مختلف یادگیری و ذخیره دانش می‌تواند مفید باشد و به هریک از ما کمک کند. دریابید که کدام روش یادگیری برای ما مناسب است.

## تاریخچه علوم اعصاب
مصری‌های باستان تصور می‌کردند که جایگاه هوش در قلب است. به دلیل این اعتقاد، درپی فرایند مومیایی‌کردن، آن‌ها مغز را از بدن خارج و قلب را در جای خود باقی می‌گذاشتند. یونانی‌های باستان اولین افرادی بودند که به مطالعه مغز پرداختند. آن‌ها سعی کردند نقش مغز و چگونگی کارکرد آن را فهمیده و اختلالات عصبی را توضیح دهند. بر اساس مقاله‌ای در ساینس امریکن، ارسطو، فیلسوف یونانی، نظریه‌ای داشت مبنی بر این که مغز یک سازوکار خنک کنندهٔ خون بوده‌است.
دانشمندان در طول زمان نظریات مختلفی دربارهٔ مغز انسان و عملکرد آن ارائه کرده‌اند که برخی از آنها در ادامه ذکر شده‌اند.
- پیرپائول بروکا (Pierre Paul Broca) (1824-1880) ساختارشناس، جراح و فیزیک‌دان فرانسوی بود. او با بیمارانی کار می‌کرد که آسیب مغزی داشتند. وی به این نتیجه رسید که نواحی مختلف مغز در عملکردهای خاص درگیر هستند. قسمتی از مغز به نام ناحیهٔ بروکا مسئول گفتار و عملکردهای دیگر است. آسیب به این ناحیه در خلال سکته مغزی می‌تواند منجر به آفازی بروکا (Broca’s aphasia) بشود که در این حالت شخص نمی‌تواند سخن واضح یا منسجمی را تولید کند.
- در قرن نوزدهم، ون هلمونت (von Hemholtz)، پزشک و فیزیکدان آلمانی، سرعت تکانه‌های الکتریکی تولید شده توسط سلول‌های عصبی را اندازه گرفت.
- در سال ۱۸۷۳، گامیلو گلژی (Gamillo Golgi)، پزشک، آسیب‌شناس و دانشمند ایتالیایی، از نمک کرومات نقره استفاده کرد برای اینکه ببیند عصب‌ها شبیه چه چیزی هستند.
- اوایل قرن بیستم، سانتیاگو رامونی کاخال (Santiago Ramón y Cajal)، آسیب‌شناس، بافت‌شناس و دانشمند علوم اعصاب اسپانیایی این تئوری را ارائه داد که عصب‌ها واحدهای سلول عصبی مستقل هستند.
- در سال ۱۹۰۶، گلژی و کاخال به‌طور مشترک جایزهٔ نوبل فیزیولوژی یا پزشکی را به خاطر کارهایشان و طبقه‌بندی انواع سلول‌های عصبی مغز، دریافت کردند.
- از دههٔ ۱۹۵۰، تحقیق و تمرین در بیماری‌های اعصاب منجر به برداشتن گام‌های بزرگ و پیشرفت‌هایی در معالجهٔ سکته مغزی، بیماری قلبی-عروقی، MS و دیگر شرایط شده‌اند.

پیشرفت‌های علمی، دانشمندان علوم اعصاب را به مطالعهٔ ساختار، عملکردها، رشد و نمو، ناهنجاری‌های سیستم عصبی و راه‌هایی که می‌توانند منجر به تغییر آن بشوند، قادر ساخته‌است.

## فرایادگیری در هوش مصنوعی و یادگیری ماشین
فرایادگیری در یادگیری ماشینی معمولاً به الگوریتم‌های یادگیری ماشینی اشاره دارد که از خروجی سایر الگوریتم‌های یادگیری ماشین یادمی‌گیرند. درهر پروژه یادگیری ماشینی که در آن تلاش می‌کنیم بفهمیم (یادگیری) الگوریتمی که روی داده‌های ما بهترین عملکرد را دارد، می‌توانیم به الگوریتم یادگیری ماشینی فکر کنیم که حداقل تا حدودی جای ما را بگیرد. الگوریتم‌های یادگیری ماشینی از مجموعه داده‌های گردآوری شده یادمی‌گیرند.
به عنوان مثال، الگوریتم‌های یادگیری نظارت شده یادمی‌گیرند که چگونه نمونه‌هایی از الگوهای ورودی را به نمونه‌هایی از الگوهای خروجی برای رسیدگی به مشکلات مدل‌سازی پیش‌بینی طبقه‌بندی و رگرسیون نگاشت کنند. الگوریتم‌ها بر روی داده‌های تاریخی به‌طور مستقیم برای تولید یک مدل آموزش داده می‌شوند. سپس این مدل می‌تواند بعداً برای پیش‌بینی مقادیر خروجی، مانند یک عدد یا یک برچسب کلاس، برای نمونه‌های جدید ورودی استفاده شود.
- الگوریتم‌های یادگیری: از داده‌های تاریخی یاد بگیرید و با نمونه‌های جدیدی از داده‌ها پیش‌بینی کنید.

الگوریتم‌های فرایادگیری از خروجی سایر الگوریتم‌های یادگیری ماشینی که از داده‌ها یادمی‌گیرند، یادمی‌گیرند. این بدان معناست که فرایادگیری مستلزم حضور سایر الگوریتم‌های یادگیری است که قبلاً روی داده‌ها آموزش دیده‌اند. برای مثال، الگوریتم‌های فرایادگیری تحت نظارت یادمی‌گیرند که چگونه نمونه‌هایی از خروجی را از الگوریتم‌های یادگیری دیگر (مانند اعداد پیش‌بینی‌شده یا برچسب‌های کلاس) روی نمونه‌هایی از مقادیر هدف برای مسائل طبقه‌بندی و رگرسیون ترسیم کنند. به‌طور مشابه، الگوریتم‌های فرایادگیری با گرفتن خروجی از الگوریتم‌های یادگیری ماشینی موجود به عنوان ورودی و پیش‌بینی یک عدد یا برچسب کلاس، پیش‌بینی می‌کنند.
- الگوریتم‌های فرایادگیری: از خروجی الگوریتم‌های یادگیری یاد بگیرید و با پیش‌بینی‌های مدل‌های دیگر، پیش‌بینی کنید.

به این ترتیب فرایادگیری یک سطح بالاتر از یادگیری ماشین رخ می‌دهد. اگر یادگیری ماشین یاد بگیرد که چگونه از اطلاعات در داده‌ها برای پیش‌بینی به بهترین شکل استفاده کند، فرایادگیری یا فرا ماشین یادمی‌گیرد که چگونه از پیش‌بینی‌های الگوریتم‌های یادگیری ماشین به بهترین شکل برای پیش‌بینی استفاده کند.

## هوش مصنوعی و علوم اعصاب
علوم اعصاب و هوش مصنوعی (AI) سابقه طولانی همکاری مشترک دارند. پیشرفت‌های علوم اعصاب، در کنار جهش‌های عظیم در قدرت پردازش رایانه‌ای در چند دهه گذشته، باعث ایجاد نسل جدیدی از شبکه‌های عصبی سیلیکو با الهام از معماری مغز شده‌است. این سیستم‌های هوش مصنوعی اکنون قادر به انجام بسیاری از توانایی‌های ادراکی و شناختی پیشرفته سیستم‌های بیولوژیکی از جمله تشخیص اشیا و تصمیم‌گیری هستند، که همان‌طور که اشاره شد تا حدی با تقلید از نحوه انجام محاسبات خاص توسط مغز بدست آمده‌اند. در واقع هوش مصنوعی با استفاده از شبکه‌های عصبی که مشابه شبکه‌های نورون‌هایی هستند که مغز را تشکیل می‌دهند، به رایانه‌ها این توانایی را داده‌اند که تصویر یک گربه را از تصویر نارگیل و عابران پیاده را با دقت کافی برای هدایت خودروی خودران تشخیص دهند.
علاوه بر این، هوش مصنوعی اکنون به‌طور فزاینده‌ای به عنوان ابزاری برای تحقیقات علوم اعصاب استفاده می‌شود و درک ما از عملکردهای مغز را تغییر می‌دهد. به‌طور خاص، یادگیری عمیق برای مدل‌سازی چگونگی کنترل لایه‌های کانولوشن و اتصالات مکرر در قشر مغز مغز، عملکردهای مهمی از جمله پردازش بینایی، حافظه و کنترل حرکتی را کنترل می‌کند. همچنین، استفاده از هوش مصنوعی الهام گرفته از علوم اعصاب نیز برای درک اینکه چگونه تغییرات در شبکه‌های مغز منجر به آسیب‌شناسی‌های روانی می‌شود و حتی می‌تواند در رژیم‌های درمانی مورد استفاده قرار گیرد، نوید زیادی دارد.
منیش ساهانی، عصب‌شناس نظری و محقق یادگیری ماشینی در واحد علوم اعصاب محاسباتی گتسبی در دانشگاه کالج لندن، دربارهٔ ارتباط میان این دو رشته می‌گوید: «طبیعی است که این دو رشته با هم تطابق داشته باشند. ما به‌طور مؤثر در حال مطالعه همین موضوع هستیم. در یک مورد، ما می‌پرسیم که چگونه این مسئله یادگیری را به صورت ریاضی حل کنیم تا بتوان آن را به‌طور مؤثر در ماشین پیاده‌سازی کرد. در مورد دیگر، ما به تنها مدرک موجود برای حل شدن آن نگاه می‌کنیم - که مغز است.»

## برنامه‌های کاربردی بالقوه
بررسی فرایادگیری به عنوان یک مفهوم عصب‌شناسی دارای مزایای بالقوه برای درک و درمان بیماری‌های روان‌پزشکی و همچنین پر کردن شکاف‌ها بین شبکه‌های عصبی، علوم کامپیوتر و یادگیری ماشین است.